# Klaus Schwaighofer
Klaus Schwaighofer (* 23. Jänner 1956 in Innsbruck) ist ein österreichischer Rechtswissenschaftler der Universität Innsbruck am Institut für Strafrecht.

## Leben und Karriere
Klaus Schwaighofer studierte – nach Ablegung der Matura am Akademischen Gymnasium Innsbruck und des Präsenzdienstes – Rechtswissenschaften in Innsbruck. 1979 promovierte er zum Doktor der Rechte und war ab 1980 Universitätsassistent am Institut für Strafrecht und sonstige Kriminalwissenschaften der Universität Innsbruck. Mit 1. März 1996 wurde er zum ordentlichen Professor für Strafrecht an der Universität Innsbruck ernannt.

## Privates
Klaus Schwaighofer ist verheiratet und Vater von fünf Kindern.

## Publikationen (Auswahl)
- 1988: Auslieferung und internationales Strafrecht. Manz, Wien 1988, ISBN 3-214-06027-9
- 1997: Das Strafrechtsänderungsgesetz 1996 und weitere Neuerungen im Strafrecht : Einführung – Texte – Materialien, WUV-Univ.-Verlag, Wien 1997, ISBN 3-85114-320-5
- 2001: Internationale Rechtshilfe in strafrechtlichen Angelegenheiten: Einführung – Texte – Materialien, gemeinsam mit Stefan Ebensperger, WUV-Univ.-Verlag, Wien 2001, ISBN 3-85114-560-7
- 2008: Die neue Strafprozessordnung: Einleitung – Gesetzestext – Anmerkungen. Facultas-WUV, Wien 2008, ISBN 978-3-7089-0208-1
- 2012: Österreichisches Strafrecht: Besonderer Teil I (§§ 75 bis 168 b StGB), gemeinsam mit Christian Bertel, Verlag Österreich, Wien 2012, 12. Auflage, ISBN 978-3-7046-6347-4
- 2012: Österreichisches Strafrecht: Besonderer Teil II (§§ 169 bis 321 StGB), gemeinsam mit Christian Bertel, Verlag Österreich, Wien 2012, 10. Auflage, ISBN 978-3-7046-6346-7
- 2014: Der Sachverständigenbeweis im Strafverfahren. Manz, Wien 2014, ISBN 978-3-214-03881-6
- 2014: Österreichisches Strafrecht: Fälle und Lösungen zum Strafrecht und Strafprozessrecht, gemeinsam mit Margarethe Flora, Verena Murschetz, Andreas Scheil, Andreas Venier, Verlag Österreich, Wien 2014, 4. Auflage, ISBN 978-3-7046-6724-3